# Barbara a Portugaliei
Barbara a Portugaliei (4 decembrie 1711 – 27 august 1758), a fost infantă portugheză și mai târziu regină a Spaniei ca soție a regelui Ferdinand al VI-lea al Spaniei.

## Biografie

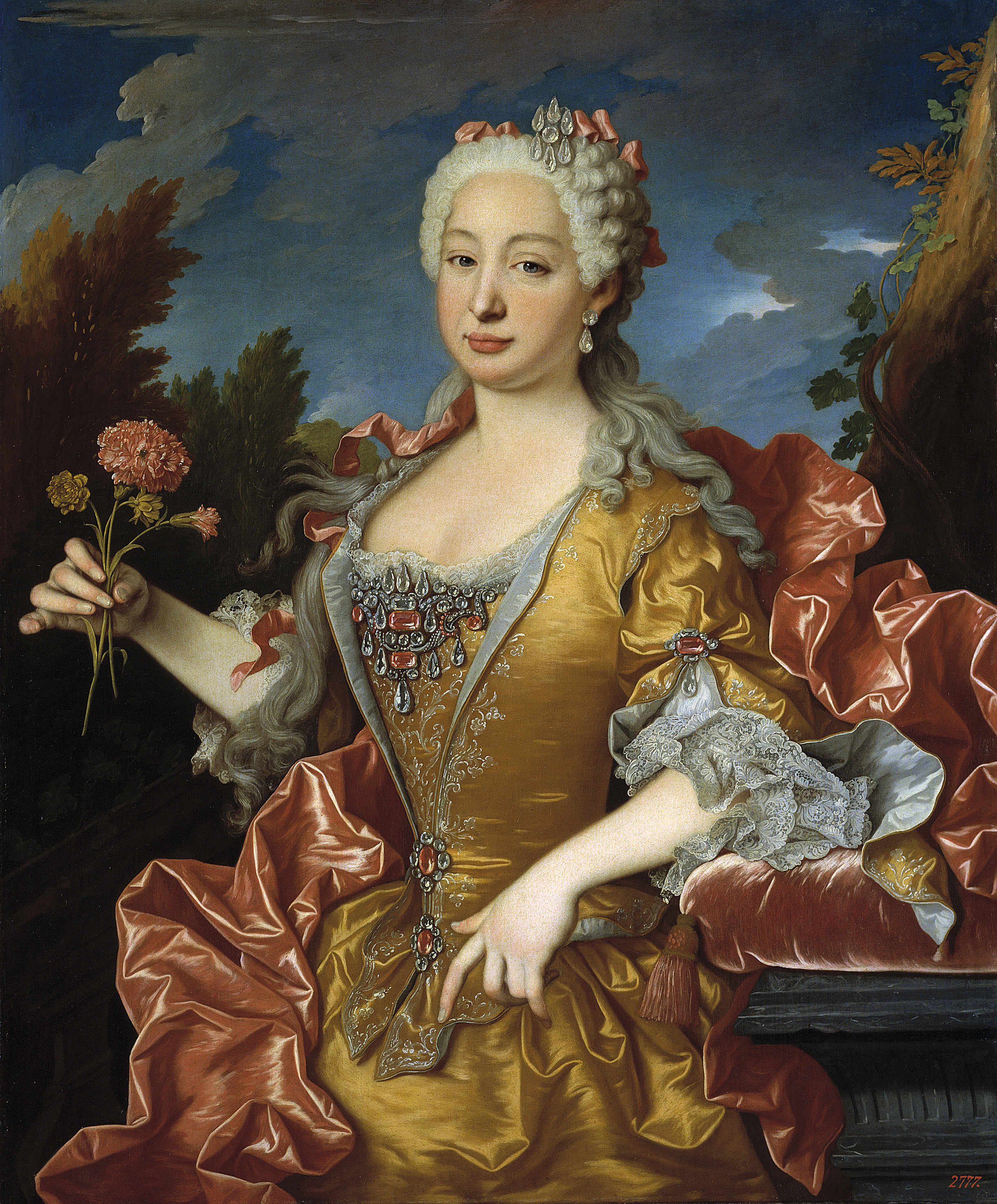
Barbara în tinerețe

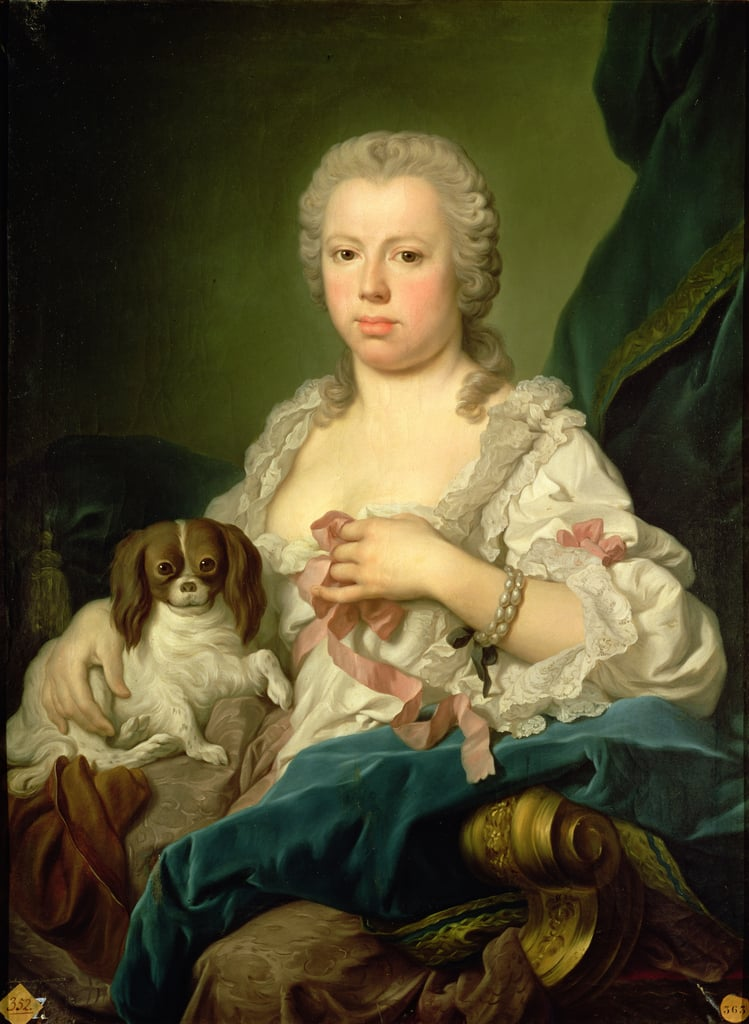
Barbara în ultimii ani ai vieții, de Jacopo Amigoni

A fost fiica cea mare a regelui Ioan al V-lea al Portugaliei și a soției lui, Maria Anna de Austria, fiica lui Leopold I, Împărat al Sfântului Imperiu Roman.
A fost moștenitoare prezumptivă la tronul Portugaliei până când regina l-a născut pe fiul ei, Pedro, doi ani mai târziu. Pedro a murit la vârsta de doi ani, însă un alt fiu, Iosif I al Portugaliei s-a născut înainte de moartea lui Pedro.
Prințesa a fost botezată Maria Madalena Bárbara Xavier Leonor Teresa Antónia Josefa. De obicei era numită Bárbara sau Maria Bárbara, un nume neîntâlnit înaintea ei în regalitatea portugheză, în onoarea Sf. Barbara, sfânta sărbătorită în ziua nașterii sale. A avut parte de o educație completă și iubea muzica.
În 1729 la vârsta de 18 ani, s-a căsătorit cu viitorul rege Ferdinand al VI-lea al Spaniei. Fratele ei Iosif s-a căsătorit cu sora vitregă a lui Ferdinand, Infanta Mariana Victoria a Spaniei.
Deși Barbara nu era frumoasă, Ferdinand a fost profund atașat de ea, împărtășind dragostea față de muzică. Barbara a suferit de o formă severă de astm mare parte a vieții ei. Deși drăguță în tinerețe, mai târziu a devenit grasă. A murit la Palatul Regal din Aranjuez în 1758. Se spune că moartea ei i-a rupt inima lui Ferdinand. Nu au avut copii. 

## Arbore genealogic
1. ↑  IdRef, accesat în 11 mai 2020